# Jeff Lazaro
Jeff Lazaro (né le 21 mars 1968 à Waltham dans l'État du Massachusetts aux États-Unis) est un joueur professionnel américain de hockey sur glace. Il évolue au poste d'ailier droit.

## Biographie
Après avoir joué quatre saisons pour les Wilcats de l'Université du New Hampshire, il signe le 26 septembre 1990 comme agent libre avec les Bruins de Boston de la LAH. Il passe deux saisons à jouer entre les Bruins dans la LNH et l'équipe affiliée, les Mariners du Maine, dans la LAH, puis il est réclamé par les Sénateurs d'Ottawa lors du repêchage d'expansion de la LNH 1992.
Il prend part avec l'équipe des États-Unis aux Jeux olympiques d'hiver de 1994 se tenant à Lillehammer en Norvège. Il passe ensuite trois saisons en Europe, jouant tout d'abord en Autriche, puis en Allemagne. Il retourne ensuite en Amérique du Nord en 1997-1998 avec les Brass de la Nouvelle-Orléans en ECHL, équipe avec laquelle il termine sa carrière en 2002.

## Statistiques

### En club
| Saison     | Équipe                       | Ligue       |     | Saison régulière | Saison régulière | Saison régulière | Saison régulière | Saison régulière |   | Séries éliminatoires | Séries éliminatoires | Séries éliminatoires | Séries éliminatoires | Séries éliminatoires |
| Saison     | Équipe                       | Ligue       | PJ  | B                | A                | Pts              | Pun              | PJ               | B | A                    | Pts                  | Pun                  |                      |                      |
| 1986-1987  | Université du New Hampshire  | Hockey East | 38  | 7                | 14               | 21               | 38               | -                | - | -                    | -                    | -                    |                      |                      |
| 1987-1988  | Université du New Hampshire  | Hockey East | 30  | 4                | 13               | 17               | 48               | -                | - | -                    | -                    | -                    |                      |                      |
| 1988-1989  | Université du New Hampshire  | Hockey East | 31  | 8                | 14               | 22               | 38               | -                | - | -                    | -                    | -                    |                      |                      |
| 1989-1990  | Université du New Hampshire  | Hockey East | 39  | 16               | 19               | 35               | 34               | -                | - | -                    | -                    | -                    |                      |                      |
| 1990-1991  | Mariners du Maine            | LAH         | 26  | 8                | 11               | 19               | 18               | -                | - | -                    | -                    | -                    |                      |                      |
| 1990-1991  | Bruins de Boston             | LNH         | 49  | 5                | 13               | 18               | 67               | 19               | 3 | 2                    | 5                    | 30                   |                      |                      |
| 1991-1992  | Bruins de Boston             | LNH         | 27  | 3                | 6                | 9                | 31               | 9                | 0 | 1                    | 1                    | 2                    |                      |                      |
| 1991-1992  | Mariners du Maine            | LAH         | 21  | 8                | 4                | 12               | 32               | -                | - | -                    | -                    | -                    |                      |                      |
| 1992-1993  | Senators de New Haven        | LAH         | 27  | 12               | 13               | 25               | 49               | -                | - | -                    | -                    | -                    |                      |                      |
| 1992-1993  | Sénateurs d'Ottawa           | LNH         | 26  | 6                | 4                | 10               | 16               | -                | - | -                    | -                    | -                    |                      |                      |
| 1993-1994  | Bruins de Providence         | LAH         | 16  | 3                | 4                | 7                | 26               | -                | - | -                    | -                    | -                    |                      |                      |
| 1994-1995  | EC Graz                      | OËL         | 23  | 23               | 23               | 46               | 84               | 8                | 5 | 6                    | 11                   | 6                    |                      |                      |
| 1995-1996  | Ratinger Löwen               | DEL         | 49  | 29               | 42               | 71               | 85               | 3                | 0 | 0                    | 0                    | 8                    |                      |                      |
| 1996-1997  | Ratinger Löwen               | DEL         | 46  | 15               | 23               | 36               | 69               | 7                | 5 | 3                    | 8                    | 8                    |                      |                      |
| 1997-1998  | Brass de La Nouvelle-Orléans | ECHL        | 70  | 37               | 64               | 101              | 151              | 4                | 0 | 4                    | 4                    | 8                    |                      |                      |
| 1997-1998  | Bulldogs de Hamilton         | LAH         | 2   | 2                | 0                | 2                | 0                | 8                | 2 | 3                    | 5                    | 2                    |                      |                      |
| 1998-1999  | Brass de La Nouvelle-Orléans | ECHL        | 52  | 26               | 44               | 70               | 81               | 11               | 9 | 7                    | 16                   | 14                   |                      |                      |
| 1998-1999  | Red Wings de l'Adirondack    | LAH         | 16  | 2                | 8                | 10               | 10               | -                | - | -                    | -                    | -                    |                      |                      |
| 1999-2000  | Brass de La Nouvelle-Orléans | ECHL        | 70  | 24               | 56               | 80               | 107              | 3                | 1 | 0                    | 1                    | 4                    |                      |                      |
| 2000-2001  | Brass de La Nouvelle-Orléans | ECHL        | 58  | 21               | 27               | 48               | 103              | 4                | 2 | 1                    | 3                    | 2                    |                      |                      |
| 2001-2002  | Brass de La Nouvelle-Orléans | ECHL        | 11  | 4                | 4                | 8                | 8                | -                | - | -                    | -                    | -                    |                      |                      |
| Totaux LNH | Totaux LNH                   | Totaux LNH  | 102 | 14               | 23               | 37               | 114              | 28               | 3 | 3                    | 6                    | 32                   |                      |                      |

### En équipe nationale
| Année | Équipe     | Compétition          |   | PJ | B | A | Pts | Pun      |  | Résultat |
| 1993  | États-Unis | Championnat du monde | 4 | 2  | 0 | 2 | 2   | 6e place |  |          |
| 1994  | États-Unis | Jeux olympiques      | 8 | 2  | 2 | 4 | 4   | 8e place |  |          |
| 1994  | États-Unis | Championnat du monde | 8 | 0  | 0 | 0 | 10  | 4e place |  |          |

## Trophées et honneurs personnels
- 1997-1998 : nommé dans la première équipe d'étoiles de l'ECHL.